# Zbór Kościoła Zielonoświątkowego w Sulechowie
Zbór Kościoła Zielonoświątkowego w Sulechowie – zbór Kościoła Zielonoświątkowego w RP znajdujący się w Sulechowie, przy ulicy Jana Pawła II 17.
Nabożeństwa odbywają się w niedzielę o godzinie 10:00.
Zbór powstał w 1994 roku, po przekształceniu z wcześniej funkcjonującej w mieście placówki misyjnej.
Obecnie liczy ponad 30 osób. Pastorem zboru jest Mariusz Kaczmarek.
Zbór uczestniczył m.in. w akcjach charytatywnych jak „Gwiazdkowa Niespodzianka”, a także w ruchu ProChrist, organizując w Sulechowie przekaz ze spotkań ProChrist, które odbywały się w Katowicach w 2008 roku.